# Edward Benjamin Evans
Pour les articles homonymes, voir Evans.
Le major Edward Benjamin Evans (né le 3 novembre 1846 et mort le 21 mars 1922) est un philatéliste anglais.

## Biographie
Dans le North of England Stamp Review and Advertizer est publié sous un pseudonyme son premier article « On Stamp Collecting » en novembre 1864.
En 1878 son article sur l'île Maurice, qu'il envoie au congrès international des philatélistes à Paris, lui vaut le plus haut prix de la Société française de philatélie.
En 1882 au service de Pemberton, Wilson & Co., il écrit « A Catalogue for Collector », et en 1891 un catalogue similaire pour CH Mekeel Publishing Co. aux États-Unis. 
Il publie aussi une nouvelle édition (en 2 suppléments) de « ELPemberton Philatelic Handbook » et « Stamps and stamp Collecting for young Collector »  (Timbres et collection de timbres pour jeunes collectionneurs), en 1894. 
Il édite le journal mensuel Stanley Gibbons de 1890 à 1914.
Il contribue aussi largement en 1900 à la rédaction du deuxième tome de « The Postage Stamps of the British Colonies, Possessions and Protectorates in Africa », en se consacrant plus particulièrement à la partie dédiée à l'île Maurice.
Il est stationné à l'île Maurice où il se procure le premier timbre Post Office sur enveloppe.
Sa collection se disperse en 1885, mais le Post Office ainsi que d'autres timbres sont rachetés par T.K. Tapling. Après 1885, il se spécialise dans la collection des timbres des États-Unis.
Il fut président du comité exécutif permanent du Philatelic Congress of Great Britain (PCGB) de 1911 à 1919, ainsi que juge aux expositions philatéliques de Londres en 1890, 1897 et 1906.